# Superman Returns
Superman Returns è un film del 2006 diretto e co-prodotto da Bryan Singer.
Basato sul personaggio di Superman di DC Comics, è un omaggio alla precedente saga cinematografica con Christopher Reeve, pur essendo ambientata in epoca contemporanea, la trama della pellicola è il sequel di quella di Superman II (1980) e ignora totalmente gli eventi narrati in Superman III (1983) e Superman IV (1987). Il film è interpretato da Brandon Routh nel ruolo di Superman, Kate Bosworth nel ruolo di Lois Lane e Kevin Spacey nel ruolo di Lex Luthor; Marlon Brando, deceduto nel 2004, riprende il ruolo di Jor-El attraverso immagini di archivio inedite.
Al momento dell'uscita, Superman Returns ha ricevuto recensioni generalmente positive da parte della critica, che ne ha lodato gli effetti speciali, la trama e la regia di Singer, ma ne ha criticato la sceneggiatura e la durata. Nonostante la buona accoglienza, Warner Bros. ha ritenuto insoddisfacenti gli incassi al botteghino e ha deciso di cancellare il seguito del film previsto per il 2009; il franchise Superman è ripartito da un reboot nel 2013, intitolato L'uomo d'acciaio, diretto da Zack Snyder e interpretato da Henry Cavill, prima pellicola che ha dato il via al franchise e universo condiviso del DC Extended Universe.

## Trama
Superman è scomparso da circa 5 anni, alla ricerca del suo pianeta natale Krypton, di cui alcuni astronomi sembravano aver trovato traccia nel cosmo.
In una lussuosissima casa alla periferia di Metropolis, Gertrude Vanderworth detta le sue ultime volontà al suo amante, che lei stessa ha aiutato a fare uscire di prigione: Lex Luthor. Luthor si ritrova così erede universale di un'immensa fortuna e di un grandioso yacht, che utilizza per raggiungere al Polo Nord la Fortezza della solitudine, dove Kal-El un tempo era solito ritirarsi per brevi periodi. Grazie ai cristalli che lui stesso aveva imparato ad utilizzare e ai consigli del ricordo di Jor-El, padre di Superman, scopre ogni segreto dell'avanzatissima tecnologia di Krypton.
Nel frattempo Superman, grazie a una navicella forgiata dalla medesima tecnologia dei cristalli, fa ritorno alla fattoria di Smallville, dove vive la sua anziana madre terrestre Martha Kent, a cui spiega che, nonostante le sue ricerche, non ha trovato nessun altro sopravvissuto di Krypton e per questo ha deciso di tornare alla sua vita di sempre e di assumere nuovamente l'identità di Clark Kent.
Tornato al Daily Planet e al suo vecchio lavoro, però, scopre una cosa che gli cambia la vita: il suo antico amore, Lois Lane, convive da tempo con un uomo, Richard White, nipote del direttore del giornale Perry White. Inoltre, i due hanno persino un figlio, Jason. Infine, Clark scopre che Lois ha vinto il Premio Pulitzer per un articolo intitolato Perché il mondo non ha bisogno di Superman, scritto in sua assenza. Nel frattempo, Lois è impegnata in un servizio su uno speciale aereo progettato per il trasporto e il lancio di un nuovo tipo di space shuttle.
In quel momento Luthor è tornato a villa Vanderworth e per dimostrare ai suoi scagnozzi l'efficacia della tecnologia kryptoniana, getta un microframmento di cristallo nell'acqua di un grande plastico della città. L'effetto è devastante e oltre a creare un enorme cristallo che distrugge il modellino e parte della stanza, provoca un black out totale in tutta la contea. Questo manda in tilt il sistema di lancio dell'aereo su cui si trova Lois, impedendo allo shuttle di sganciarsi dopo l'accensione dei motori e incendiando la deriva di corda dell'aereo. Superman interviene a sorpresa, sganciando lo shuttle, permettendogli così di raggiungere l'orbita terrestre, e salvando l'aeroplano (oramai totalmente danneggiato e impossibilitato al volo) facendolo atterrare all'interno di uno stadio di baseball. Il supereroe viene acclamato dalla folla, felice e incredula del ritorno di quest'ultimo. Rivedere l'uomo d'acciaio lascia attonita anche Lois.
Il giorno dopo, Superman è al centro di tutti i notiziari del pianeta e delle prime pagine dei quotidiani. Lois, però, memore dei suoi trascorsi con l'ultimo figlio di Krypton, cerca in tutti i modi di evitare di doversi occupare ancora di lui. Luthor, una volta saputo del ritorno del suo arcinemico alieno, decide di rubare una pietra contenente kryptonite, la sostanza letale a tutti i kryptoniani, dal museo di Metropolis.
Clark, Lois, Richard e Jimmy Olsen, in compagnia di Jason, stanno lavorando al giornale, quando Lois si assenta per fumare una sigaretta di nascosto. Clark ne approfitta per presentarsi a Lois come Superman in privato con la scusa di voler concedere un'intervista per spiegare le ragioni della sua lunga assenza. Dopo averle esposto le motivazioni sul perché abbia abbandonato la Terra (e soprattutto lei) per così tanto tempo, alla fine di un dialogo piuttosto nervoso e dopo un lungo volo come ai vecchi tempi, la bella giornalista sembra accettare parzialmente le sue scuse, facendo però capire all'Uomo del Domani che ormai lei si è fatta un'altra vita senza di lui.
Lois continua, ad insaputa di Perry White, ad indagare sul black out. Seguendo il suo incosciente spirito d'iniziativa, finisce sullo yacht "Gertrude", di proprietà di Lex Luthor, il quale approfitta del fortuito incontro per rapire lei e Jason. Qui Lex rivela il suo piano: usare i cristalli della fortezza della solitudine di Superman e creare un gigantesco continente kriptoniano, anche a costo di distruggere gli Stati Uniti e uccidere miliardi di persone pur di piazzarci al loro posto il continente, al fine di vendere i terreni e farci costruire nuove proprietà vendendole ai migliori offerenti e guadagnare soldi a palate. E per fermare Superman, Luthor si è procurato un grandissimo pezzo di kryptonite, davanti al quale Jason, come lo stesso Luthor nota, sembra reagire in maniera molto strana. Incuriosito dalla reazione del bambino e credendo che il piccolo sia figlio di Superman, Luthor domanda a Lois chi sia il padre di Jason e, quando Lois dice che il padre è Richard White, Lex volendo accertarsi della verità lo espone da vicino alla kryptonite ma non vedendo gli effetti negativi che esercita su Superman ritiene di essersi sbagliato.
Lois e Jason sono prigionieri di Luthor. Lois riesce a spedire al Planet un fax su cui ha scritto parzialmente le coordinate dove si trova lo yacht, causando, però, l'ira di uno degli scagnozzi di Luthor. Improvvisamente Jason, per salvare la madre, scaglia un pianoforte contro il malfattore, uccidendolo e facendo intuire alla madre come il vero padre del bambino non sia Richard ma Superman.
Richard e Clark ricevono il fax di Lois e intuiscono che cosa le cifre scritte sul foglio significhino. Richard, pilota provetto, decolla verso la nave e lo stesso fa Clark/Superman, ma nel frattempo lo spietato Lex Luthor ha già messo in atto il suo piano, lanciando un cristallo kryptoniano arricchito di kryptonite in mare. La reazione, che fa espandere il cristallo a dismisura, rischia subito di radere al suolo Metropolis e solo l'intervento di Superman evita vittime. Luthor viene in seguito informato dai suoi scagnozzi della improvvisa manifestazione della forza sovrumana di Jason, realizzando che non si era sbagliato e che il bambino è in realtà il figlio di Superman. Luthor decide di fuggire dallo yacht con Kitty e il resto dei suoi uomini sul continente kryptoniano e abbandonare Lois e Jason al loro destino. Nel frattempo Richard ha raggiunto la nave e trovato Lois e Jason, ma un pezzo dell'enorme continente che sta nascendo spezza in due lo yacht, finendo per imprigionare i tre dentro la nave che affonda. Superman interviene e libera Lois e famiglia, e si reca sulla nuova isola per fermare Luthor.
Superman, però, giunto sull'isola, inizia a perdere i suoi poteri a causa della kryptonite e Luthor e la sua banda hanno gioco facile: il supereroe viene pestato a sangue da Luthor che allo stesso tempo insulta la memoria del padre di Superman e, dopo essere stato pugnalato da Luthor con un pezzo di kryptonite, cade dalla scogliera e rischia di annegare. Sembra finita, ma fortunatamente Lois e famiglia sono tornati indietro, intuendo il pericolo. Lois salva Superman e asporta la maggior parte del materiale radioattivo; nonostante le ferite, l'uomo d'acciaio vuole completare la sua missione, e torna indietro per fermare il diabolico piano di Luthor.
Superman così inizia a sollevare l'enorme isola formata dal cristallo, e Luthor e Kitty riescono a salvarsi mentre gli scagnozzi muoiono schiacciati. Superman porta l'isola nello spazio con un enorme sforzo (accentuato anche dai residui di kryptonite sia nel suo corpo sia nell'isola) che gli costa quasi la vita. Luthor, essendo riuscito a salvarsi, rimane intrappolato in un'isola deserta. Sventata la minaccia, Superman precipita nel Centennial Park di Metropolis. I cittadini di Metropolis grati a Superman per averli salvati lo trasportano in ospedale con l'aiuto della polizia per salvargli la vita. I medici riescono ad estrargli i rimasugli di kryptonite dal corpo e stabilizzare le sue condizioni ma finisce in coma rimanendo sospeso tra la vita e la morte per alcuni giorni, Lois decide di andare in ospedale insieme a Jason per aiutarlo a svegliarsi dal coma e gli rivela sussurrandogli nell'orecchio che Jason è in realtà suo figlio e infine lo bacia dichiarandogli tutto il suo amore: la rivelazione di essere il padre di Jason e l'amore di Lois permettono all'eroe di risvegliarsi dal coma e salvarsi. Poco dopo Lois comincia a scrivere un articolo stavolta intitolandolo "Perché il mondo ha bisogno di Superman", allo stesso tempo Superman si reca a casa di Lois nella camera di Jason e rivela di essere il suo vero padre dicendogli "Tu sarai diverso: a volte ti sentirai un emarginato ma non sarai mai solo, farai tua la mia forza, vedrai la mia vita attraverso i tuoi occhi; così come io vedrò la tua attraverso i miei. Il figlio diventa padre e il padre diventa figlio" (la stessa frase che disse Jor-El a Kal-El prima che il figlio partisse per la Terra). Poco dopo anche Lois vede Superman e l'eroe le promette che si rivedranno.

## Produzione

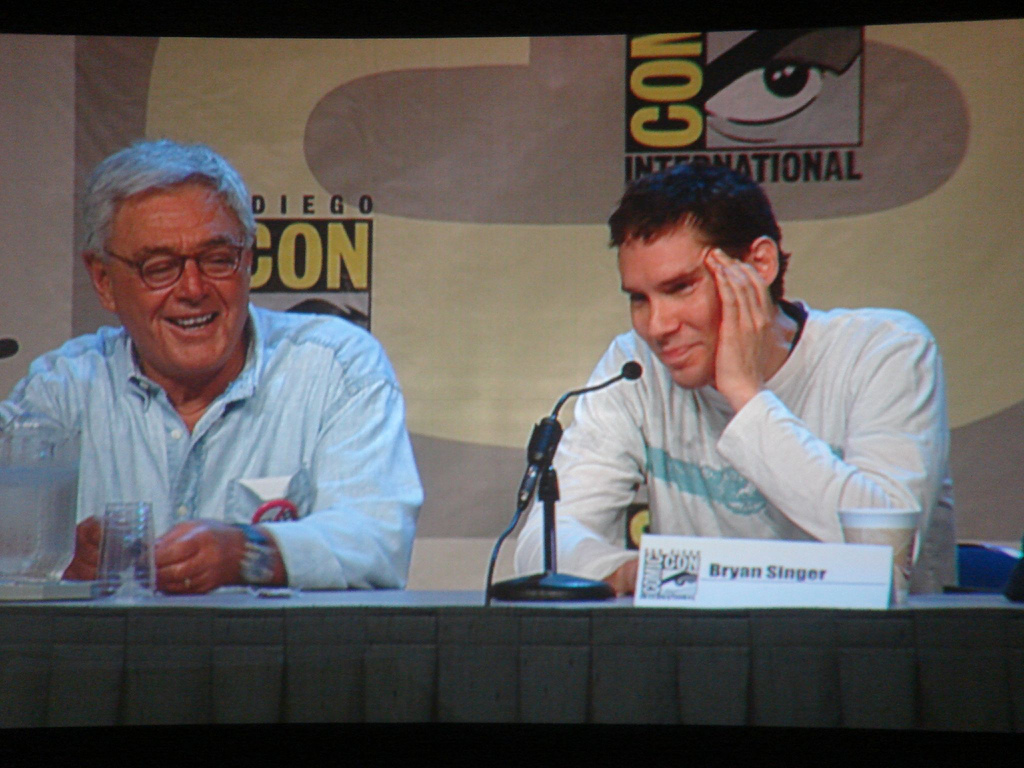
Richard Donner e Bryan Singer al Comic-Con 2006

Nel marzo del 2004, la Warner Bros. era impegnata con la pre-produzione di Superman: Flyby ed ingaggiò J. J. Abrams per scrivere una sceneggiatura. La trama era un ritorno alle origini che mostrava la guerra civile su Krypton, l'incarcerazione e suicidio di Jor-El, la morte e la resurrezione di Clark Kent/Superman e la sconfitta di malvagi kryptoniani giunti sulla Terra, con la decisione infine di tornare al suo pianeta natale. Brett Ratner e McG vennero scritturati per dirigere il film, ma entrambi rifiutarono.
Il regista e il produttore Bryan Singer concepì l'idea di Superman Returns mentre stava lavorando a X-Men 2 (2003). Singer presentò l'idea a Lauren Shuler Donner e al marito Richard Donner, regista di Superman (1978). Donner fu d'accordo con le idee proposte da Singer e diede la sua approvazione al progetto. Dopo che il progetto di Superman: Flyby venne bloccato, la Warner avvicinò Singer per esporre l'idea di Superman Returns, prima della partenza del regista per la sua vacanza alle Hawaii insieme agli sceneggiatori di X-Men 2, Michael Dougherty e Dan Harris. Con loro, Singer cominciò a delineare il suo film su Superman e, a luglio 2004, firmò per dirigere la nuova pellicola dedicata all'Uomo d'Acciaio, abbandonando, dunque, X-Men - Conflitto finale, terzo capitolo sulla saga degli X-Men, che venne affidato a Brett Ratner, che a sua volta aveva abbandonato il progetto del quinto Superman. Visto che non aveva mai letto fumetti su Superman, Singer guardò il primo Superman di Richard Donner, rimanendone molto influenzato.

### Cast

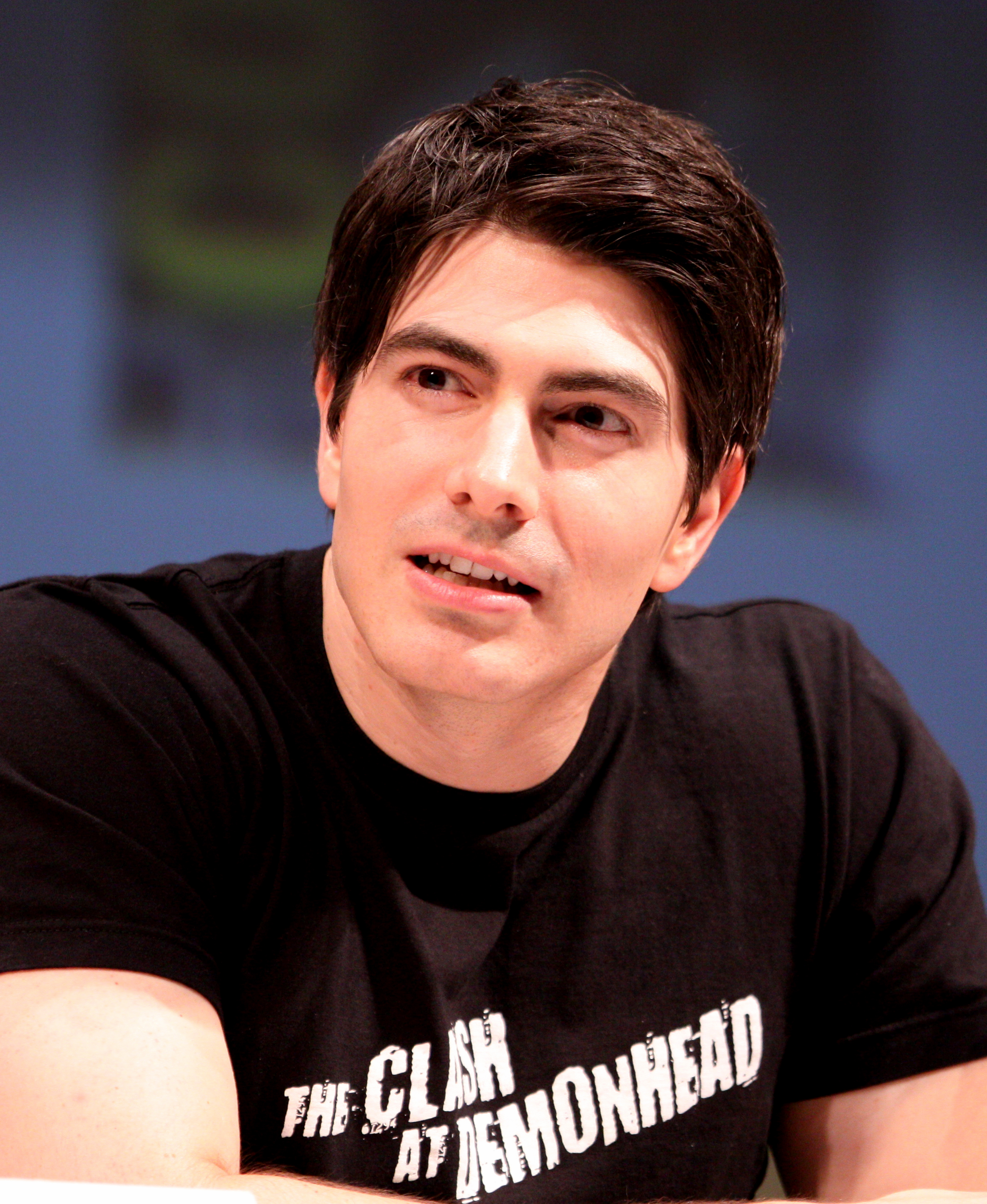
Brandon Routh

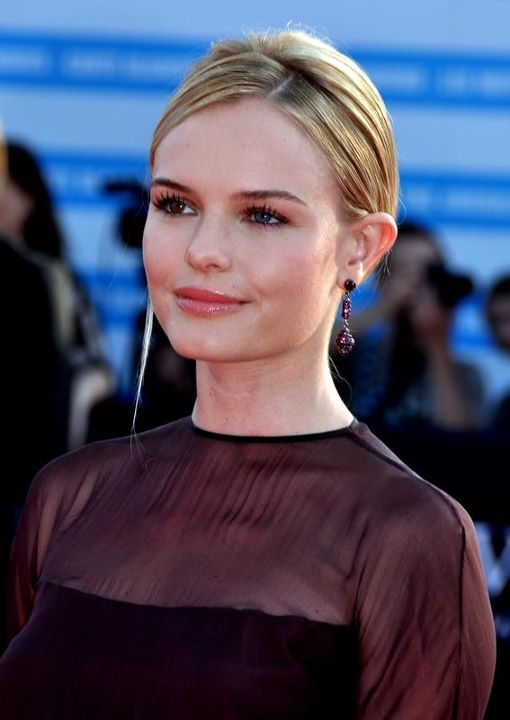
Kate Bosworth

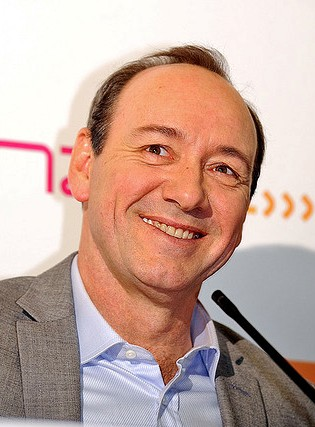
Kevin Spacey

- Brandon Routh interpreta Clark Kent / Kal-El / Superman, il protagonista del film. Stephan Bender interpreta il personaggio da ragazzo, mentre James Caviezel espresse interesse per il ruolo.[11] Tuttavia, Singer voleva un attore sconosciuto per il ruolo dell'Uomo d'Acciaio e per questo scelse Routh.[12] L'attore ottenne il ruolo surclassando migliaia di candidati per la parte.[13] Routh ha ammesso di essersi ispirato a Christopher Reeve per interpretare l'Uomo d'Acciaio: "Chris è stato il mio Superman. Così quando ho letto il copione me lo sono immaginato. È stato nella mia testa tutto il tempo."[10] La moglie di Reeve, Dana, ritenne che la somiglianza tra Routh e suo marito fosse impressionante.[14] Per interpretare Superman, Routh si è sottoposto ad un durissimo allenamento per aumentare la sua massa muscolare, proprio com'era accaduto a Reeve all'epoca in cui girava il film Superman (1978).[6]
- Kate Bosworth interpreta Lois Lane, famosa giornalista del Daily Planet, nonché donna amata dal protagonista. Fu Kevin Spacey a consigliare a Singer di assumere Kate Bosworth per la parte in quanto aveva avuto con lei una buona intesa sul set del film Beyond the Sea.[15] L'attrice si è ispirata a Katharine Hepburn e Julia Roberts per interpretare Lois Lane.[16][17]
- Kevin Spacey interpreta Alexander "Lex" Luthor, antagonista del film e nemesi del protagonista. Spacey era già stato diretto da Singer in I soliti sospetti (1995), dove aveva stretto una grande amicizia con il regista. Gli sceneggiatori scrissero proprio per lui la parte di Luthor.[15] Spacey interpreta un Lex Luthor molto simile per comicità e vanità a quello interpretato da Gene Hackman, ma, come dichiarato dallo stesso attore, ha aggiunto al personaggio una vena di malvagità per renderlo diverso da ogni altra interpretazione[18]: "Il mio Luthor sarà più duro, cattivo e con una maggiore sete di vendetta di un qualsiasi Lex Luthor voi abbiate visto in precedenza, per questo penso che sia stato positivo non avere in mente un'altra interpretazione."[10]
- James Marsden interpreta Richard White, il nipote del direttore del Daily Planet e fidanzato di Lois Lane.[19]
- Parker Posey interpreta Kitty Kowalski, amante di Luthor. Il personaggio si basa su quello di Eve Teschmacher apparso nel film Superman, dov'era interpretata da Valerie Perrine.[20] Posey fu l'unica attrice ad essere consigliata per il ruolo.[7]
- Marlon Brando interpreta Jor-El, padre biologico del protagonista. Brando (morto nel 2004) riprende il suo ruolo attraverso immagini d'archivio tratte dal primo Superman e mai apparse al cinema.[21]

Gli altri membri del cast sono Tristan Lake Leabu nel ruolo di Jason White, il figlio di Lois Lane e Superman; Frank Langella nel ruolo di Perry White, il direttore del Daily Planet, ruolo per il quale fu considerato originariamente Hugh Laurie; Sam Huntington è Jimmy Olsen, Eva Marie Saint è Martha Kent, e Kal Penn interpreta uno degli uomini al servizio di Luthor.

### Sviluppo
Finanziato sia dalla Warner Bros. che dalla Legendary Pictures, la pre-produzione del film partì a novembre 2004. Nel febbraio 2005, Dougherty e Harris conclusero sei bozze della sceneggiatura. Le prime versioni dello script contenevano riferimenti agli attentati dell'11 settembre, ma questi vennero rimossi subito dopo.
Il budget per la realizzazione del film fu, inizialmente, di 185 milioni di dollari, poi aumentato a 209 milioni. La Warner Bros. aveva considerato la possibilità di girare il film nei Warner Roadshow Studios in Australia dove, una volta terminate le riprese, avrebbero aperto un parco a tema dedicato a Superman, ma l'idea venne scartata in quanto ritenuta troppo costosa. I set cominciarono ad essere costruiti a gennaio 2005. Per non destare troppa attenzione da parte della popolazione, il set riportava come indicazione che le riprese erano destinate ad un film dal titolo Red Sun. Le riprese di Superman Returns sono iniziate il 16 marzo 2005 e sono terminate a settembre 2005 si sono svolte in Australia ai Fox Studios Australia, New York e in California a Los Angeles.
Superman Returns è il primo film a essere quasi interamente girato con la Genesis camera, una innovativa macchina da presa digitale ideata da Sony e Panavision. A causa dei lunghi tempi di realizzazione, tuttavia, non è stato il primo film ad essere distribuito realizzato con questo apparato: Scary Movie 4, le cui riprese sono iniziate dopo, è uscito circa due mesi prima. Utilizzando filmati dal Superman del 1978, Marlon Brando venne ricreato digitalmente usando la tecnologia CGI.
La durata del film, all'inizio, non era di 154 minuti, bensì conteneva 15 minuti in più che Singer preferì tagliare. Nei 15 minuti tagliati c'era anche quella che sarebbe dovuta essere la scena d'apertura del film, in cui Superman, con la sua astronave, faceva ritorno su Krypton alla ricerca di qualche sopravvissuto della sua specie. Per creare questa scena, la produzione spese circa 10 milioni di dollari. Singer giustificò la scelta di tagliare questa scena con queste parole:
La scena fu, poi, aggiunta come contenuto extra di Superman: The Motion Picture Anthology, il cofanetto Blu-Ray Disc che la Warner Home video ha distribuito negli USA il 7 luglio 2011. Superman Returns è il primo film d'azione di Hollywood ad essere convertito nel formato IMAX 3D.

## Colonna sonora
Singer assunse John Ottman per comporre la musica del film.

## Promozione

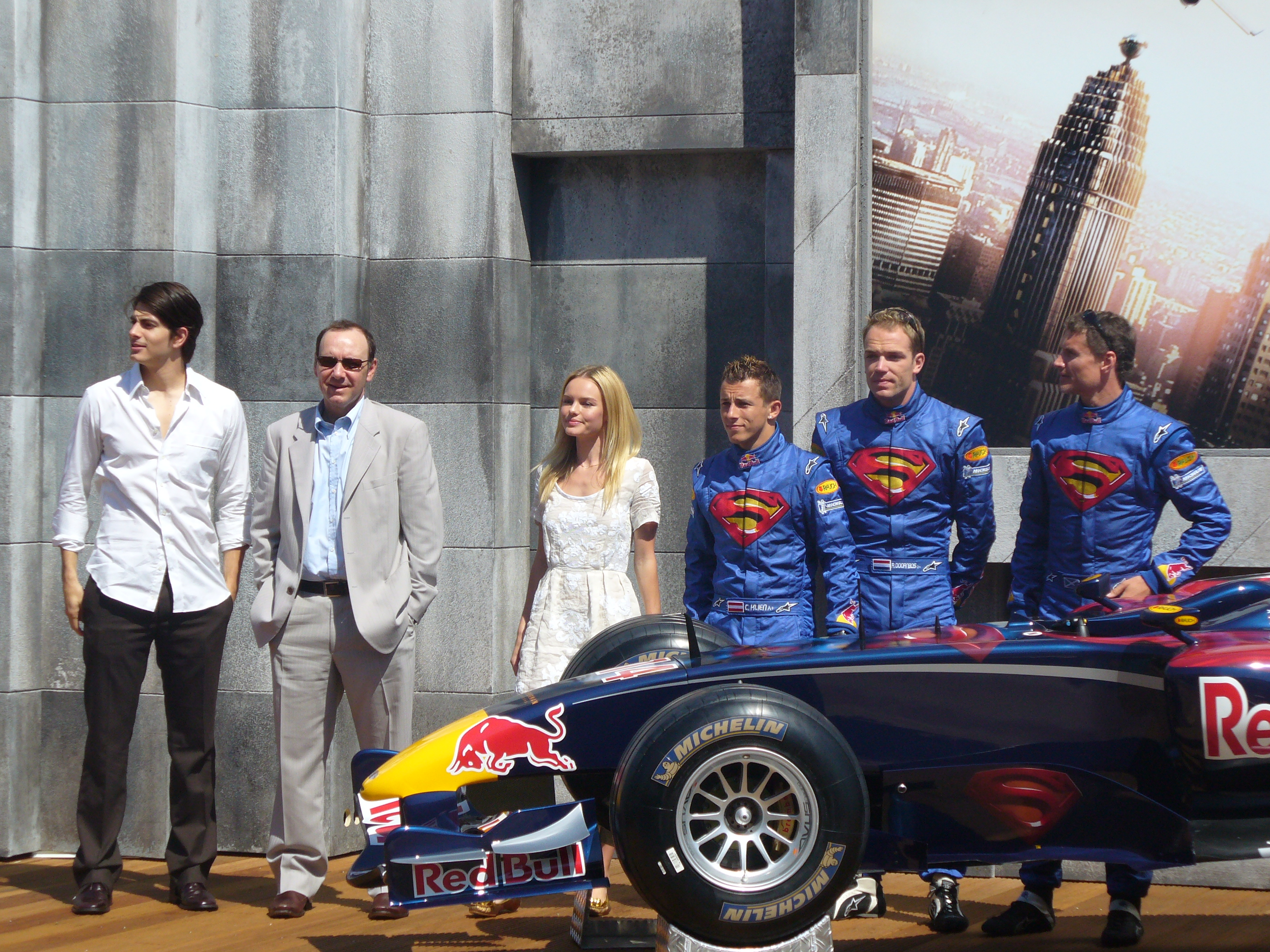
Il cast con alcuni membri del team Red Bull Racing

La promozione del film avvenne al San Diego Comic-Con International nel 2005 Il film era previsto nelle sale americane il 30 giugno 2006, ma fu poi anticipato al 28 giugno.

## Distribuzione

### Cinema
Il film è stato distribuito nelle sale cinematografiche negli Stati Uniti d'America il 28 giugno 2006, mentre in Italia è uscito il primo di settembre 2006, dopo varie anteprime in diverse città della nazione nel corso del mese di agosto.

### Edizioni home video
Il film è stato distribuito in DVD dalla Warner Bros. nel mercato italiano il 6 dicembre 2006, disponibile sia in edizione disco singolo sia doppio.

## Accoglienza

### Incassi
Il film è stato rilasciato il primo giorno in 4.065 sale. Durante il suo giorno di apertura, ha guadagnato $21 milioni, diventando il secondo giorno più redditizio per un film di supereroi, dietro Spider-Man 2. Il film si è classificato al primo posto nel suo fine settimana di apertura, incassando $ 52,5 milioni.
Alla fine ha incassato $200,1 milioni nel Nord America e $191 milioni a livello internazionale, guadagnando $391,1 milioni in tutto il mondo. Ha incassato €5.432.544 nelle sale italiane.

### Critica
Su Rotten Tomatoes, ha una percentuale di gradimento del 72% basato su 290 recensioni, con una valutazione media di 7/10. Il consenso critico del sito recita: "L'adattamento riverente e visivamente decadente di Singer conferisce all'Uomo d'Acciaio una gradita complessità emotiva. Il risultato: un adattamento soddisfacente che ti attacca alle costole." Su Metacritic, il film ha ricevuto un punteggio medio di 72 su 100, sulla base di 40 recensioni, indicando "recensioni generalmente favorevoli".
Richard Corliss di Time ha lodato il film, definendolo uno dei migliori film di supereroi, e rimase colpito in gran parte dalla regia di Singer e dalla trama. Joe Morgenstern del The Wall Street Journal ha dato una recensione positiva, ma ha osservato che la recitazione di Brandon Routh e Kate Bosworth era "un po' morta o media, non super. Niente di speciale", sebbene apprezzò la caratterizzazione di Lex Luthor come "ben scritta dagli autori e ben interpretata da Kevin Spacey", e ha elogiato la fotografia di Newton Thomas Sigel e le scenografie di Guy Hendrix Dyas.
Peter Travers, scrivendo su Rolling Stone, ha ritenuto che "il film aggiorna perfettamente Superman per il pubblico moderno". J. Hoberman di The Village Voice ha definito "sorprendentemente ben fatto. È un blockbuster estivo pieno di mitologia e sensibilità". James Berardinelli reagì positivamente al film, facendo un confronto favorevole con il film di Richard Donner del 1978. Spacey era meglio di Gene Hackman come Lex Luthor, descrivendolo come "più crudele e meno frivolo" di Hackman. "Non ci sono errori da trovare nel cast di supporto, non uno - ha detto Berardinelli - Superman Returns è vicino al top, se non in cima alla pila film di supereroi, e offre quasi tutto: romanticismo, azione, umorismo, e un sacco di emozioni forti!".
Tuttavia, Roger Ebert ha sostenuto che il film fosse "cupo, poco brillante, in cui anche le sequenze di grandi effetti sembrano doverose invece che esaltanti", e ha ritenuto che "Brandon Routh non ha carisma come Superman", supponendo che "potrebbe essere stato scelto solo perché assomiglia un po' a Reeve". Mick LaSalle del San Francisco Chronicle ha ritenuto che la Warner Bros. avrebbe dovuto riavviare la serie sulla falsariga di Batman Begins. Disse anche che Kate Bosworth, a 22 anni, era troppo giovane per interpretare Lois Lane, e il clima non "corrisponde al potenziale del faticoso film lungo 154 minuti".
Il 3 maggio 2009, quasi tre anni dopo l'uscita di Superman Returns, il Premio Oscar regista e sceneggiatore Quentin Tarantino ha dichiarato il suo apprezzamento per il lavoro alla regia di Bryan Singer in Superman Returns dicendo che aveva intenzione di scrivere una recensione di 20 pagine sul film.
Il 9 gennaio 2012, più di cinque anni dopo la distribuzione del film, il sito di notizie quotidiane della comunità cinematografica indipendente IndieWire ha pubblicato un saggio in due parti, un video che analizza la natura malinconica di Superman Returns. Prodotto da Matt Zoller Seitz e Ken Cancelosi, la critica è stata ispirata da una recensione che Seitz ha scritto per il New York Press nel 2006, in cui affermava che "Dal momento in cui il suo eroe ritorna al cielo per salvare Lois Lane da un aereo che precipita, il film Superman Returns flirta con grandezza".
Empire ha classificato il film 496 nella sua lista "I 500 migliori film di tutti i tempi", affermando: "Potrebbe essere stato un ritorno minore di quanto alcune persone avessero sperato, ma la visione di Singer dell'Uomo d'Acciaio è uno sforzo eroico. Un sacco di spettacolo e molto cuore aiutano Kal-El a salire in alto.

## Riconoscimenti
- 2007 - Premio Oscar
  - Candidatura Migliori effetti speciali a Mark Stetson, Richard R. Hoover, Neil Corbould e Jon Thum
- 2007 - Premio BAFTA
  - Candidatura Migliori effetti speciali a Mark Stetson, Neil Corbould, Richard Hoover e Jon Thum
- 2007 - Saturn Award
  - Miglior film fantasy
  - Miglior attore a Brandon Routh
  - Miglior regia a Bryan Singer
  - Migliore sceneggiatura a Michael Dougherty e Dan Harris
  - Miglior colonna sonora a John Ottman
  - Candidatura Miglior attrice a Kate Bosworth
  - Candidatura Miglior attore non protagonista a James Marsden
  - Candidatura Miglior attrice non protagonista a Parker Posey
  - Candidatura Miglior attore emergente a Tristan Lake Leabu
  - Candidatura Migliori effetti speciali a Mark Stetson, Neil Corbould, Richard R. Hoover e Jon Thum
- 2007 - Empire Awards
  - Miglior debutto maschile  a Brandon Routh
  - Candidatura Miglior film
  - Candidatura Miglior regista a Bryan Singer
  - Candidatura Migliore scena (La partenza dello Space Shuttle)
  - Candidatura Miglior sci-fi/fantasy
- 2006 - Phoenix Film Critics Society Awards
  - Migliori effetti speciali
- 2006 - Razzie Awards
  - Candidatura Peggior attrice non protagonista a Kate Bosworth
- 2006 - Scream Award
  - Miglior supereroe a Brandon Routh
  - Candidatura Urlo finale
  - Candidatura Miglior film fantasy
  - Candidatura Miglior sequel
  - Candidatura Migliore trasposizione da fumetto a film
  - Candidatura Performance più esplosiva a Brandon Routh
  - Candidatura Scena più emozionante (Salvataggio dello Space Shuttle/Boeing 777)
- 2006 - St. Louis Film Critics Association Awards
  - Candidatura Migliori effetti speciali
- 2006 - Teen Choice Awards
  - Candidatura Miglior film d'azione/avventura
  - Candidatura Miglior attore di film drammatico/azione/avventura a Brandon Routh
  - Candidatura Miglior intesa a Brandon Routh e Kate Bosworth
  - Candidatura Miglior cattivo a Kevin Spacey
  - Candidatura Miglior film estivo drammatico/azione/avventura
- 2006 - Premio Visual Effects Society
  - Candidatura Migliori effetti speciali in un film (Outstanding Special Effects in a Motion Picture) a Neil Corbould, David Brighton, David Young e Robert Heggie

## Sequel cancellato
Nel febbraio 2006, quattro mesi prima dell'uscita di Superman Returns, Warner Bros. ha annunciato un sequel del film, fissato per la metà del 2009, con Bryan Singer nuovamente alla regia. Brandon Routh, Kate Bosworth, Kevin Spacey, Sam Huntington, Frank Langella, e Tristan Lake Leabu avrebbero ripreso i loro ruoli. Per via degli impegni presi, Singer ha dovuto rinunciare a dirigere il remake de La fuga di Logan e l'adattamento di The Mayor of Castro Street. Lo sceneggiatore Michael Dougherty aveva intenzione di rendere il sequel "più incentrato sull'azione", e con "altri kryptoniani". Brainiac e Bizzarro sarebbero potuti essere gli antagonisti del film. Il continente di kryptonite fluttuante nello spazio alla fine del film sarebbe potuto essere uno dei punti d'inizio della storia del sequel. Nonostante Superman Returns avesse ottenuto buone recensioni, Warner Bros. e Legendary Pictures si dissero deluse dagli incassi del film. Il presidente della Warner Bros. Alan F. Horn ha dichiarato che si era soddisfatti del successo di Superman Returns, ma che "avrebbe dovuto incassare almeno 500 milioni di dollari a livello mondiale. Avremmo dovuto inserirvi un minimo di azione in più per soddisfare gli spettatori più giovani." Singer si definì "incredulo" riguardo alla reazione delle case produttrici, commentando: "Il film ha guadagnato ben 400 milioni! Veramente, non so più cosa si intenda per "incasso al di sotto delle aspettative" oggigiorno..." In ogni caso, la Warner Bros. stanziò per il sequel un budget di "soli" 175 milioni di dollari, molto minori dei 204 milioni di Superman Returns.
Le riprese del film sarebbero dovute iniziare nella metà del 2007, prima che Singer posponesse la produzione in favore di Operazione Valchiria. Le riprese sono state quindi spostate a marzo del 2008, ma nel frattempo gli sceneggiatori Dougherty e Dan Harris avevano abbandonato il progetto in favore di altre opportunità di carriera. Lo sciopero degli sceneggiatori del 2007-2008 ha ritardato ulteriormente la data di uscita del film fino al 2010. Nel marzo del 2008, Singer ha assicurato che il sequel rimaneva una "priorità" per lui, ma che il film era ancora nelle fasi iniziali di produzione. Routh ha dichiarato che le riprese sarebbero probabilmente iniziate nel 2009.
Quando Warner Bros. ha accantonato il sequel e soppesato l'idea di un reboot della serie cinematografica, Singer ha abbandonato il progetto in favore de Il cacciatore di giganti. Nell'agosto del 2008, il presidente della produzione di Warner Bros. Jeff Robinov ha dichiarato: "Superman Returns non ha funzionato come film nel modo in cui noi volevamo funzionasse. Non ha centrato ciò che volevamo fare con il personaggio [...] Se Superman avesse funzionato nel 2006, ora avremmo un sequel pronto per Natale o per il 2009. Ma ora il piano è solo di introdurre nuovamente Superman."

## Citazioni e riferimenti
Superman Returns contiene diverse citazioni e musiche dei film di Superman di Richard Donner: Bryan Singer, essendo un grande fan della saga di Christopher Reeve, ha progettato il film come sequel di Superman e Superman II, ignorando Superman III e Superman IV, poco apprezzati da critica e appassionati.
Tra le varie citazioni sono da segnalare il breve dialogo tra Lois Lane, Jimmy Olsen e Perry White nell'ufficio di quest'ultimo, che ripropongono la frase di lancio del fumetto degli anni 40, mentre discutono riguardo alla qualità di una foto di Superman in volo: "È un uccello? No. È un aereo? No, è Superman!"
Verso la fine del film sulla scrivania di Perry White sono pronte due prime pagine, entrambe nel caso in cui Superman, ricoverato in ospedale, muoia o sopravviva: una è intitolata "Superman Died", in riferimento al fumetto La morte di Superman dove viene ucciso da Doomsday, mentre l'altra Superman Lives, citando il film mai realizzato che doveva essere interpretato da Nicolas Cage e diretto da Tim Burton.